# Magyarország a 2007-es úszó-világbajnokságon
Magyarország az ausztráliai Melbourne-ben megrendezett 2007-es úszó-világbajnokság egyik részt vevő nemzete volt. Az ország a világbajnokságon 38 sportolóval képviseltette magát, akik összesen 1 ezüst- és 1 bronzérmet nyertek.

## Versenyzők száma
| Sportág, szakág | Magyar résztvevő | Magyar résztvevő | Magyar résztvevő |
| Sportág, szakág | Férfi            | Nő               | Össz.            |
| Úszás           | 5                | 4                | 9                |
| Műugrás         | 0                | 3                | 3                |
| Vízilabda       | 13               | 13               | 26               |
|                 |                  |                  |                  |
| Összesen        | 18               | 20               | 38               |

## Érmesek
| Érem      | Versenyző                         | Versenyszám                 | Dátum       |
| --------- | --------------------------------- | --------------------------- | ----------- |
| Ezüstérem | Magyar férfi vízilabda-válogatott | férfi vízilabda             | április 1.  |
| Bronzérem | Cseh László                       | férfi 200 m-es vegyes úszás | március 29. |

## Úszás
Férfi
| Versenyző        | Versenyszám         | Előfutam | Előfutam | Előfutam | Elődöntő   | Elődöntő   | Elődöntő   | Döntő   | Döntő     |
| Versenyző        | Versenyszám         | Idő      | Hely.    | Össz.    | Idő        | Hely.      | Össz.      | Idő     | Helyezés  |
| ---------------- | ------------------- | -------- | -------- | -------- | ---------- | ---------- | ---------- | ------- | --------- |
| Bodor Richárd    | 100 m mellúszás     | 1:02,28  | 7.       | 26.      | kiesett    | kiesett    | kiesett    | kiesett | kiesett   |
| Bodor Richárd    | 200 m mellúszás     | 2:15,89  | 2.       | 29.      | kiesett    | kiesett    | kiesett    | kiesett | kiesett   |
| Gyurta Dániel    | 100 m mellúszás     | 1:03,33  | 6.       | 40.      | kiesett    | kiesett    | kiesett    | kiesett | kiesett   |
| Gyurta Dániel    | 200 m mellúszás     | 2:12,61  | 2.       | 5.       | 2:12,31    | 5.         | 7.         | 2:11,62 | 6.        |
| Cseh László      | 200 m gyorsúszás    | 1:49,47  | 1.       | 16.      | 1:48,89    | 7.         | 15.        | kiesett | kiesett   |
| Cseh László      | 200 m vegyes úszás  | 1:58,78  | 1.       | 2.       | 1:58,66    | 2.         | 4.         | 1:56,92 | Bronzérem |
| Cseh László      | 400 m vegyes úszás  | 4:15,41  | 2.       | 4.       |            |            |            | 4:14,76 | 5.        |
| Kerékjártó Tamás | 200 m pillangóúszás | 1:57,54  | 5.       | 11.      | nem indult | nem indult | nem indult | kiesett | kiesett   |
| Kerékjártó Tamás | 200 m vegyes úszás  | 1:59,67  | 2.       | 5.       | 1:59,51    | 3.         | 5.         | 1:59,57 | 6.        |
| Kerékjártó Tamás | 400 m vegyes úszás  | 4:17,68  | 4.       | 7.       |            |            |            | 4:17,32 | 8.        |
| Verrasztó Dávid  | 400 m gyorsúszás    | 3:52,88  | 3.       | 25.      |            |            |            | kiesett | kiesett   |
| Verrasztó Dávid  | 1500 m gyorsúszás   | 15:14,68 | 2.       | 19.      |            |            |            | kiesett | kiesett   |

Női
| Versenyző          | Versenyszám         | Előfutam | Előfutam | Előfutam | Elődöntő | Elődöntő | Elődöntő | Döntő   | Döntő    |
| Versenyző          | Versenyszám         | Idő      | Hely.    | Össz.    | Idő      | Hely.    | Össz.    | Idő     | Helyezés |
| ------------------ | ------------------- | -------- | -------- | -------- | -------- | -------- | -------- | ------- | -------- |
| Szepesi Nikolett   | 50 m hátúszás       | 29,46    | 6.       | 21.*     | kiesett  | kiesett  | kiesett  | kiesett | kiesett  |
| Szepesi Nikolett   | 100 m hátúszás      | 1:01,74  | 3.       | 10.      | 1:01,29  | 3.       | 9.       | kiesett | kiesett  |
| Szepesi Nikolett   | 200 m hátúszás      | 2:10,85  | 3.       | 4.       | 2:11,16  | 3.*      | 6.*      | 2:10,66 | 6.       |
| Verrasztó Evelyn   | 50 m hátúszás       | 30,03    | 7.       | 33.      | kiesett  | kiesett  | kiesett  | kiesett | kiesett  |
| Verrasztó Evelyn   | 200 m vegyes úszás  | 2:15,59  | 2.       | 7.       | 2:16,26  | 7.       | 13.      | kiesett | kiesett  |
| Verrasztó Evelyn   | 1500 m gyorsúszás   | 16:46,97 | 5.       | 15.      |          |          |          | kiesett | kiesett  |
| Boulsevicz Beatrix | 100 m pillangóúszás | 1:01,04  | 8.       | 33.      | kiesett  | kiesett  | kiesett  | kiesett | kiesett  |
| Boulsevicz Beatrix | 200 m pillangóúszás | 2:10,87  | 5.       | 14.      | 2:12,07  | 7.       | 14.      | kiesett | kiesett  |
| Hosszú Katinka     | 200 m gyorsúszás    | 2:02,00  | 2.       | 25.      | kiesett  | kiesett  | kiesett  | kiesett | kiesett  |
| Hosszú Katinka     | 200 m vegyes úszás  | 2:16,37  | 3.       | 12.      | 2:16,12  | 6.       | 12.      | kiesett | kiesett  |
| Hosszú Katinka     | 400 m vegyes úszás  | 4:46,19  | 3.       | 11.      |          |          |          | kiesett | kiesett  |

* - egy másik versenyzővel azonos eredményt ért el

## Műugrás
Női
| Versenyző               | Versenyszám        | Selejtező | Selejtező | Elődöntő | Elődöntő | Döntő   | Döntő    |
| Versenyző               | Versenyszám        | Pont      | Hely.     | Pont     | Hely.    | Pont    | Helyezés |
| ----------------------- | ------------------ | --------- | --------- | -------- | -------- | ------- | -------- |
| Kormos Villő            | 1 m műugrás        | 177,60    | 33.       | kiesett  | kiesett  | kiesett | kiesett  |
| Kormos Villő            | 3 m műugrás        | 189,65    | 36.       | kiesett  | kiesett  | kiesett | kiesett  |
| Barta Nóra              | 1 m műugrás        | 255,60    | 11.       | 233,00   | 12.      | kiesett | kiesett  |
| Barta Nóra              | 3 m műugrás        | 273,60    | 15.       | 294,80   | 13.      | kiesett | kiesett  |
| Mátyás Melinda          | 10 m toronyugrás   | 253,80    | 24.       | kiesett  | kiesett  | kiesett | kiesett  |
| Barta Nóra Kormos Villő | 10 m szinkronugrás | 239,55    | 17.       |          |          | kiesett | kiesett  |

## Vízilabda

### Férfi
A magyar férfi vízilabda-válogatott kerete:
| 1                                 | Szécsi Zoltán   | K | 1977. december 22. (29 évesen)   |
| 2                                 | Varga Dániel    | M | 1983. szeptember 25. (23 évesen) |
| 3                                 | Madaras Norbert | M | 1979. december 1. (27 évesen)    |
| 4                                 | Varga Dénes     | M | 1987. március 29. (19 évesen)    |
| 5                                 | Kásás Tamás     | M | 1976. július 20. (30 évesen)     |
| 6                                 | Szivós Márton   | M | 1981. augusztus 19. (25 évesen)  |
| 7                                 | Kiss Gergely    | M | 1977. szeptember 21. (29 évesen) |
| 8                                 | Benedek Tibor   | M | 1972. július 12. (34 évesen)     |
| 9                                 | Fodor Rajmund   | M | 1976. február 21. (31 évesen)    |
| 10                                | Biros Péter     | M | 1976. április 5. (30 évesen)     |
| 11                                | Kis Gábor       | M | 1982. szeptember 27. (24 évesen) |
| 12                                | Molnár Tamás    | M | 1975. augusztus 2. (31 évesen)   |
| 13                                | Nagy Viktor     | K | 1984. július 24. (22 évesen)     |
| Szövetségi kapitány: Kemény Dénes |                 |   |                                  |

Csoportkör
D csoport
| Csapat       | M | Gy | D | V | G+ | G– | Gk  | Pont |
| ------------ | - | -- | - | - | -- | -- | --- | ---- |
| Magyarország | 3 | 3  | 0 | 0 | 51 | 17 | +34 | 6    |
| Kanada       | 3 | 2  | 0 | 1 | 24 | 35 | –11 | 4    |
| Románia      | 3 | 1  | 0 | 2 | 35 | 24 | +11 | 2    |
| Új-Zéland    | 3 | 0  | 0 | 3 | 17 | 51 | –34 | 0    |

| 2007. március 20. 19:40 | Magyarország         | 21–5 | Új-Zéland |  |
| 2007. március 20. 19:40 | (5–1, 6–0, 3–2, 7–2) |      |           |  |
| 2007. március 20. 19:40 |                      |      |           |  |

| 2007. március 22. 19:40 | Kanada               | 3–19 | Magyarország |  |
| 2007. március 22. 19:40 | (1–4, 1–5, 0–4, 1–6) |      |              |  |
| 2007. március 22. 19:40 |                      |      |              |  |

| 2007. március 24. 19:40 | Magyarország         | 11–9 | Románia |  |
| 2007. március 24. 19:40 | (1–0, 3–2, 3–2, 4–5) |      |         |  |
| 2007. március 24. 19:40 |                      |      |         |  |

Negyeddöntő
| 2007. március 28. 21:00 | Magyarország         | 13–6 | Németország |  |
| 2007. március 28. 21:00 | (4–2, 1–0, 4–2, 4–2) |      |             |  |
| 2007. március 28. 21:00 |                      |      |             |  |

Elődöntő
| 2007. március 30. 21:00 | Spanyolország                  | 11–12 (h. u.) | Magyarország |  |
| 2007. március 30. 21:00 | (2–3, 4–2, 1–4, 3–1, 1–2, 0–0) |               |              |  |
| 2007. március 30. 21:00 |                                |               |              |  |

Döntő
| 2007. április 1. 16:30 | Horvátország                                                         | 9–8 (h. u.)      | Magyarország                                        | Melbourne, Ausztrália Nézőszám: 1200 Játékvezetők: Borrell (spanyol), Caputi (olasz) |
| 2007. április 1. 16:30 | (1–2, 3–1, 1–3, 2–1, 1–1, 1–0)                                       |                  |                                                     | Melbourne, Ausztrália Nézőszám: 1200 Játékvezetők: Borrell (spanyol), Caputi (olasz) |
| 2007. április 1. 16:30 | Barac, Markovic 2-2 Dogas, Vrdoljak, Boskovic, Smodlaka, Jokovic 1-1 |                  | Kiss G. 3 Varga Dániel 2 Kásás, Madaras, Szivós 1-1 | Melbourne, Ausztrália Nézőszám: 1200 Játékvezetők: Borrell (spanyol), Caputi (olasz) |
| 2007. április 1. 16:30 | 6 / 9                                                                | Gól / emberelőny | 3 / 9                                               | Melbourne, Ausztrália Nézőszám: 1200 Játékvezetők: Borrell (spanyol), Caputi (olasz) |
| 2007. április 1. 16:30 | 1 / 1                                                                | Gól / ötméteres  | 1 / 1                                               | Melbourne, Ausztrália Nézőszám: 1200 Játékvezetők: Borrell (spanyol), Caputi (olasz) |

| Csapat       | Helyezés  |
| ------------ | --------- |
| Magyarország | Ezüstérem |

### Női
A magyar női vízilabda-válogatott kerete:
| Magyar nemzeti női vízilabdacsapat-játékoskeret | Magyar nemzeti női vízilabdacsapat-játékoskeret | Magyar nemzeti női vízilabdacsapat-játékoskeret | Magyar nemzeti női vízilabdacsapat-játékoskeret |
| #                                               | Név                                             | Poszt                                           | Kor (2007. március 19. szerint)                 |
| ----------------------------------------------- | ----------------------------------------------- | ----------------------------------------------- | ----------------------------------------------- |
| 1                                               | Horváth Patrícia                                | K                                               | 1977. december 7. (29 évesen)                   |
| 2                                               | Tomaskovics Eszter                              | M                                               | 1987. augusztus 23. (19 évesen)                 |
| 3                                               | Bujka Barbara                                   | M                                               | 1986. szeptember 5. (20 évesen)                 |
| 4                                               | Benkő Tímea                                     | M                                               | 1978. április 24. (28 évesen)                   |
| 5                                               | Stieber Mercédesz                               | M                                               | 1974. szeptember 4. (32 évesen)                 |
| 6                                               | Takács Orsolya                                  | M                                               | 1985. május 20. (21 évesen)                     |
| 7                                               | Györe Anett                                     | M                                               | 1981. december 10. (25 évesen)                  |
| 8                                               | Zantleitner Krisztina                           | M                                               | 1974. május 8. (32 évesen)                      |
| 9                                               | Brávik Fruzsina                                 | M                                               | 1986. október 6. (20 évesen)                    |
| 10                                              | Pelle Anikó                                     | M                                               | 1978. szeptember 28. (28 évesen)                |
| 11                                              | Valkai Ágnes                                    | M                                               | 1981. február 27. (26 évesen)                   |
| 12                                              | Prímász Ágnes                                   | M                                               | 1980. március 5. (27 évesen)                    |
| 13                                              | Brávik Henrietta                                | K                                               | 1984. november 14. (22 évesen)                  |
| Szövetségi kapitány: Godova Gábor               |                                                 |                                                 |                                                 |

Csoportkör
D csoport
| Csapat       | M | Gy | D | V | G+ | G– | Gk  | P |
| ------------ | - | -- | - | - | -- | -- | --- | - |
| Magyarország | 3 | 2  | 1 | 0 | 44 | 19 | +25 | 5 |
| Olaszország  | 3 | 2  | 1 | 0 | 46 | 22 | +24 | 5 |
| Új-Zéland    | 3 | 0  | 1 | 2 | 23 | 45 | –21 | 1 |
| Kuba         | 3 | 0  | 1 | 2 | 16 | 43 | –27 | 1 |

| 2007. március 19. 19:40 | Olaszország          | 8–8 | Magyarország |  |
| 2007. március 19. 19:40 | (3–2, 2–3, 3–2, 0–1) |     |              |  |
| 2007. március 19. 19:40 |                      |     |              |  |

| 2007. március 21. 18:20 | Magyarország         | 17–7 | Új-Zéland |  |
| 2007. március 21. 18:20 | (2–1, 5–0, 4–4, 6–2) |      |           |  |
| 2007. március 21. 18:20 |                      |      |           |  |

| 2007. március 23. 18:20 | Kuba                 | 4–19 | Magyarország |  |
| 2007. március 23. 18:20 | (1–3, 1–4, 1–3, 1–9) |      |              |  |
| 2007. március 23. 18:20 |                      |      |              |  |

Negyeddöntő
| 2007. március 27. 17:40 | Magyarország         | 11–9 | Kanada |  |
| 2007. március 27. 17:40 | (2–3, 4–3, 2–1, 3–2) |      |        |  |
| 2007. március 27. 17:40 |                      |      |        |  |

Elődöntő
| 2007. március 29. 17:20 | Egyesült Államok               | 10–9 (h. u.) | Magyarország |  |
| 2007. március 29. 17:20 | (2–1, 4–2, 2–2, 0–3, 1–1, 1–0) |              |              |  |
| 2007. március 29. 17:20 |                                |              |              |  |

Bronzmérkőzés
| 2007. március 31. 15:00 | Oroszország                                                                   | 9–8              | Magyarország                                  | Melbourne, Ausztrália Játékvezetők: Dragan Stampalija (horvát), Mario Brguljan (montenegrói) |
| 2007. március 31. 15:00 | (2–2, 4–4, 2–0, 1–2)                                                          |                  |                                               | Melbourne, Ausztrália Játékvezetők: Dragan Stampalija (horvát), Mario Brguljan (montenegrói) |
| 2007. március 31. 15:00 | Shepelina 3 Ryzhova-Alenicheva 2 Zubacheva, Konukh, Fomicheva, Pantyulina 1-1 |                  | Stieber 3 Primász 2 Brávik, Takács, Bujka 1-1 | Melbourne, Ausztrália Játékvezetők: Dragan Stampalija (horvát), Mario Brguljan (montenegrói) |
| 2007. március 31. 15:00 | 3 / 8                                                                         | Gól / emberelőny | 2 / 11                                        | Melbourne, Ausztrália Játékvezetők: Dragan Stampalija (horvát), Mario Brguljan (montenegrói) |
| 2007. március 31. 15:00 | 0 / 1                                                                         | Gól / ötméteres  | 1 / 2                                         | Melbourne, Ausztrália Játékvezetők: Dragan Stampalija (horvát), Mario Brguljan (montenegrói) |

| Csapat       | Helyezés |
| ------------ | -------- |
| Magyarország | 4.       |